# Renê Terra Nova
Renê de Araújo Terra Nova (Serrinha, 19 de junho de 1961) é um ministro brasileiro, televangelista, líder e fundador do Ministério Internacional da Restauração, uma megaigreja neopentecostal restauracionista celular sediada em Manaus, Amazonas. Também foi o responsável por trazer, com Valnice Milhomens, o modelo de Igrejas em células de César Castellanos ao Brasil.
Por muitos anos, apresentou o programa dominical Semente de Vida, exibido pela Boas Novas, depois transmitido via internet pela TV MIR.

## Biografia
Casado desde 2 de fevereiro de 1986 com Ana Marita Nogueira Terra Nova, também apóstola da igreja, tem quatro filhos.
Após se converter ao protestantismo, em 1981, em Feira de Santana, Renê ingressou no ano seguinte no Seminário Teológico Batista do Norte do Brasil em Recife, onde se graduou Bacharel em Teologia e Mestre em Psicologia Pastoral. Foi ordenado pastor em 28 de junho de 1987 e no ano seguinte, assumiu a direção da Igreja Batista da Encruzilhada em Recife, e, depois, a Igreja Batista Memorial em Feira de Santana em 1989.
Renê foi convidado em 1990 a pastorear a Igreja Batista Memorial em Manaus, assumindo-a em 20 de outubro do mesmo ano. Ao trazer a renovação espiritual para igreja, apesar do crescimento, provocou a reação de alguns membros e da Convenção Batista do Amazonas. Em 1992, entregou a liderança da Memorial para iniciar, em 19 de julho, a Primeira Igreja Batista da Restauração em Manaus (PIBREM), depois também conhecida como Ministério Internacional da Restauração. Em 1998, se aliaram ao pastor colombiano César Castellanos, adotando a Visão Celular no Governo dos Doze. Renê permaneceu ao lado de Castellanos até 2005, quando deixou sua influência e criou seu modelo de igrejas em células, conhecido como Modelo dos Doze (M12).
Terra Nova tem organizado e liderado eventos de repercussão no meio evangélico, com milhares de pessoas, como o Congresso Resgate da Nação, realizado em Porto Seguro, congressos em Manaus, e até no exterior, como a Convenção Internacional Tabernáculos Yerushalaim, em Israel.
Em 18 de novembro de 2001, Terra Nova foi ordenado apóstolo por outros apóstolos brasileiros e internacionais, em evento realizado na Igreja Batista da Lagoinha. Ao longo dos anos, ele tem consagrado outros milhares de pastores como apóstolos. Ele também é o presidente da Coalizão Brasileira de Líderes Apostólicos, formada em 2014, e ligada a Coalizão Internacional de Líderes Apostólicos, sediada em Fort Worth, Texas.

## Envolvimento político
Terra Nova é conhecido por seu envolvimento com a política municipal, estadual e federal, sendo criticado em mídias locais, como BNC Amazonas, por suas movimentações políticas, e denominado de "extremista de direita" pelo Fato Amazônico.
Como apoiador declarado de Jair Bolsonaro, Terra Nova participou em diversos eventos com o então presidente durante seu governo, campanha de reeleição e atos pós-governo, tanto em Brasília, quanto em São Paulo e Manaus. Isso inclui eventos organizados pelo próprio líder neopentecostal.
No início da pandemia do COVID-19, jornais como o Amazonas Atual informaram que ele ignorou recomendações sobre o coronavírus e manteve igrejas abertas. Ele atuou contra o recolhimento e participou de manifestações de apoio a Bolsonaro. Apesar disso, o MIR adotou cultos onlines. Também defendeu o chamado tratamento precoce contra a Covid-19, afirmando que sua mãe, com 93 anos, vencera a Covid com ivermectina.
Nas eleições de 2024, ele apoiou o candidato Alberto Neto à Prefeitura de Manaus, inclusive o recebendo na igreja, junto com o candidato à reeleição como vereador, e também apóstolo do MIR, Marcel Alexandre, e orou pelos dois durante um culto. Após Alberto Neto ser derrotado por David Almeida no segundo turno, ele criticou o encontro entre prefeito e o presidente Lula, e afirmou: "o povo de Deus mais distante do Senhor e mergulhado nos seus próprios interesses".
Terra Nova também é um dos principais nomes do sionismo cristão no Brasil. Ele lidera várias viagens anuais a Israel, em caravanas religiosas, promove o uso de símbolos judaicos, como estrelas de Davi, talits, menorás e festas, e dirige a filial brasileira da organização sionista Embaixada Cristã Internacional de Jerusalém. Segundo Zimmer, o papel do líder neopentecostal na aproximação do cristianismo brasileiro com o judaísmo, ou a judaicização do pentecostalismo, ajuda na criação e consolidação do sionismo cristão no Congresso brasileiro.

## Honras
Renê Terra Nova recebeu diversas honrarias ao longo dos anos:
- Cidadão Amazonense (2000), Assembleia Legislativa do Amazonas[4][34]
- Título de Cidadão de Feira de Santana[4][34]
- Título de Cidadão de Brasília[4][34]
- Medalha Tiradentes (2003), Assembleia Legislativa do Estado do Rio de Janeiro[35]
- Medalha da Ordem do Mérito do Estado do Amazonas (grau Comendador) (2005), Assembleia Legislativa do Amazonas[34]
- Medalha Rodolpho Valle (2006), Câmara Municipal de Manaus[34]
- Título de Cidadão Cearense (2006), Assembleia Legislativa do Ceará[36]
- Título de Cidadão de Juiz de Fora (2008), Câmara Municipal de Juiz de Fora[37]
- Título de Cidadão Espírito-Santense (2010), Assembleia Legislativa do Espírito Santo[38]
- Título de Benemérito do Estado do Rio de Janeiro (2010), Assembleia Legislativa do Estado do Rio de Janeiro[39]
- Medalha Pedro Ernesto (2010), Câmara Municipal do Rio de Janeiro[34]
- Medalha Tupinambá (2011), Câmara Municipal de Araruama[40]
- Título de Cidadão Mato-Grossense (2013), Assembleia Legislativa de Mato Grosso[41]
- Título de Cidadão Goiano (2013), Assembleia Legislativa do Estado de Goiás[42]
- Título de Cidadão Paulistano (2013), Câmara Municipal de São Paulo[43]
- Mestre em Psicologia Pastoral e Doutor em Psicanálise (2013), Faculdade Aplicada de Teologia e Filosofia (FATEF), Rio de Janeiro[44]
- Título de Cidadão Natalense (2014), Câmara Municipal de Natal[45]
- Medalha de Ouro Cidade de Manaus (2016), Câmara Municipal de Manaus[46]
- Título de Cidadão de Honra de Terma de Rio Hondo, Argentina (2016)[47]
- Comenda 2 de julho (2017), Assembleia Legislativa da Bahia[48]
- Medalha Jerusalém de Ouro (2019), do Embaixador de Israel no Brasil, Yossi Shelley[49]
- Título de Cidadão do Recife (2020), Câmara Municipal do Recife[50]
- Medalha 22 de Abril (2021), Câmara Municipal de Porto Seguro[51]
- Comenda Maria Quitéria (2022), Câmara Municipal de Feira de Santana[52]
- Doutorado em Aconselhamento Bíblico (2023), pela Latin University of Theology[53]

## Obras
Segundo sua biografia, Renê Terra Nova publicou mais de 200 livros durante sua carreira, tais como:
- Vencendo os Ataques na Mente ISBN 978-85-6346-096-7
- Santidade ISBN 978-85-6346-098-1
- O Sonho de um Jovem ISBN 978-85-6346-080-6
- Caminhar pela Honra ISBN 978-85-6346-094-3
- O Universo do Líder Inteligente ISBN 978-85-6346-040-0
- Família - Sede de Avivamento ISBN 978-85-6346-065-3
- Inteligencia da Visão ISBN 978-85-6346-051-6
- Código da Honra ISBN 978-85-6346-006-6
- Isaque e Rebeca - Amor Perfeito ISBN 978-85-6346-011-0